# قرش قطي قزمي
القرش القطي القزمي كما يعرف ايضاً باسم القرش القطي القزمي الشرقي، وهو نوع من سمك قرش الأرض، تعيش في المحيط الهادي بالقرب من كوتشي، كيرالا وسيريلانكا. يعتبر هذا النوع هو واحد من نوعين معروفين من جنسه، بينما الأخر يدعى القرش القطي القزمي الزائف وهو يعيش في المحيط الهندي، ولكن بالقرب من جزيرة سقطرى. كان هذا النوع غير مصنف سابقاً ولكن تم التعرف عليه كنوع جديد في عام 2019.